# Ugo Angelino
Ugo Angelino (Coggiola, 29 giugno 1923 – Biella, 23 dicembre 2016) è stato un alpinista italiano.
Fu uno dei membri che presero parte alla spedizione al K2 del 1954.

## Biografia
Si trasferì a Biella dopo la morte prematura del padre e, nel 1942, si iscrisse alla sezione locale del Club Alpino Italiano. Negli anni seguenti affrontò le principali vie sulle montagne alpine, quali il Monte Bianco, le Dolomiti, i monti del Canton Vallese, il Cervino, il Monte Rosa. Divenne poi istruttore nazionale di alpinismo e fu ammesso fra i soci del Club Alpino Accademico Italiano.
Nel 1954 Ardito Desio lo scelse come uno degli alpinisti che avrebbe affrontato la spedizione al K2 dello stesso anno. In precedenza, infatti, Angelino aveva preso parte all'addestramento a Plateau Rosa, assieme ad altri alpinisti che ambivano a prendere parte alla spedizione. Egli stesso, dopo l'addestramento, si occupò di compilare l'elenco dei materiali necessari da trasportare in Pakistan. Su incarico di Desio, sul K2 Angelino fu il responsabile della logistica della missione. 